# Ecklak
Ecklak település Németországban, Schleswig-Holstein tartományban. Lakosainak száma 301 fő (2023. december 31.).

## Népesség
A település népességének változása:
| Lakosok száma | 433  | 318  | 304  | 281  | 302  | 302  | 301  |
|               | 1975 | 2014 | 2017 | 2019 | 2021 | 2022 | 2023 |